# Final de Ascenso 1997-98
La Final de Ascenso 1997-98 fue una llave de definición en la cual se enfrentó el campeón del Torneo Invierno 1997: Pachuca, contra el campeón del Torneo Verano 1998: Tigrillos UANL, disputándose en partidos de ida y vuelta, para determinar al equipo que ascendería a la Primera División.

## Sistema de competición
Disputarán el ascenso a la Primera División los campeones de los Torneos Invierno 1997 y Verano 1998. El Club con mayor número de puntos en la Tabla General de Clasificación de la Temporada 1997-1998, (tabla que suma los puntos obtenidos por los Clubes participantes durante ambos Torneos) y tomando en cuenta los criterios de desempate establecidos en el reglamento de competencia, será el que juegue como local el partido de vuelta, eligiendo el horario del mismo.
El Club vencedor de la Final de Ascenso a la Primera División será aquel que en los dos partidos anote el mayor número de goles, criterio conocido como marcador global. Si al término del tiempo reglamentario el partido está empatado, se agregarán dos tiempos extras de 15 minutos cada uno. De persistir el empate en estos periodos, se procederá a lanzar tiros penales, hasta que resulte un vencedor.
Si el Club vencedor es el mismo en los dos Torneos, se producirá el ascenso automáticamente.

## Información de los equipos
| Equipo    | Entrenador    | Estadio       | Ciudad                               | Capacidad |
| --------- | ------------- | ------------- | ------------------------------------ | --------- |
| Pachuca   | Andrés Fassi  | Hidalgo       | Pachuca, Hidalgo                     | 30 000    |
| Tigrillos | Sergio Orduña | Universitario | San Nicolás de los Garza, Nuevo León | 42 000    |

## Partidos

### Pachuca-Tigrillos
| 14 de mayo de 1998 | Tigrillos             | 2:2 (1:0) | Pachuca                 | Estadio Universitario, San Nicolás de los Garza, Nuevo León |                               |
|                    | Gomes 28' · Oliva 79' |           | Nunes 61' · Morales 76' | Árbitro(s): Felipe Ramos Rizo                               | Árbitro(s): Felipe Ramos Rizo |

| 17 de mayo de 1998                        | Pachuca                       | 2:0 (1:0) | Tigrillos | Estadio Hidalgo, Pachuca, Hidalgo  |                                    |
|                                           | de Almeida 9' · Victorino 48' |           |           | Árbitro(s): Gilberto Alcala Pineda | Árbitro(s): Gilberto Alcala Pineda |
| Pachuca Campeón de Ascenso 1997-98 (4:2). |                               |           |           |                                    |                                    |

#### Final - Ida
| 1     | POR   | Juan Carlos Romay    |     |
| 25    | DEF   | Felipe Ayala         |     |
| 2     | DEF   | Hernán Elizondo      |     |
| 13    | DEF   | Alejandro Villalobos |     |
| 10    | DEF   | Aurelio Molina       |     |
| 30    | MED   | Juan Augusto Gómez   |     |
| 22    | MED   | Danilo Tosello       | 46' |
| 17    | MED   | Valtencir Gomes      | 67' |
| 20    | DEL   | David Oliva          |     |
| 8     | DEL   | Juan Carlos Franco   |     |
| 9     | DEL   | Omar Gutiérrez       | 64' |
| D. T. | D. T. | Sergio Orduña        |     |

| 1     | POR   | Ignacio Palou        |     |
| 2     | DEF   | Alberto Rodríguez    |     |
| 4     | DEF   | Adao Martínez        |     |
| 18    | DEF   | Octavio Valdez       |     |
| 11    | DEF   | Efraín Herrera       |     |
| 5     | DEF   | Rodrigo Fernández    |     |
| 14    | MED   | Ricardo Moreno       |     |
| 8     | MED   | Manuel Ríos          | 46' |
| 10    | MED   | José Enrique García  | 58' |
| 7     | DEL   | Gustavo Gaytán       | 56' |
| 15    | DEL   | Carlos María Morales |     |
| D. T. | D. T. | Andrés Fassi         |     |

| 14 | Defensa        | Carlos Simental    | 46' |
| 26 | Delantero      | Juan Manuel Guerra | 64' |
| 6  | Centrocampista | José Luis González | 67' |

| 33 | Centrocampista | Cesáreo Victorino | 46' |
| 22 | Centrocampista | Hugo Santana      | 56' |
| 20 | Delantero      | Antunez Nunes     | 58' |

| 28' · 79' | Valtencir Gomes David Oliva | 1:0 2:2 |

| 61' · 76' | Antunez Nunes Carlos María Morales | 1:1 2:1 |

| Amonestado · Amonestado · Amonestado · Amonestado | Valtencir Gomes Hernán Elizondo Juan Augusto Gómez Juan Carlos Franco |

| Amonestado · Amonestado · Amonestado · Amonestado | Ricardo Moreno Adao Martínez Carlos María Morales Cesáreo Victorino |

| Principal | Felipe Ramos Rizo |

|                    |     |     |
| Tiros              | 7   | 9   |
| Tiros a puerta     | 4   | 5   |
| Faltas             | 27  | 21  |
| Saques de esquina  | 5   | 4   |
| Penaltis           | 0   | 0   |
| Fueras de juego    | 5   | 6   |
| Posesión del balón | 43% | 57% |

| Alineación inicial |

| 1     | POR   | Juan Carlos Romay    |     |
| 25    | DEF   | Felipe Ayala         |     |
| 2     | DEF   | Hernán Elizondo      |     |
| 13    | DEF   | Alejandro Villalobos |     |
| 10    | DEF   | Aurelio Molina       |     |
| 30    | MED   | Juan Augusto Gómez   |     |
| 22    | MED   | Danilo Tosello       | 46' |
| 17    | MED   | Valtencir Gomes      | 67' |
| 20    | DEL   | David Oliva          |     |
| 8     | DEL   | Juan Carlos Franco   |     |
| 9     | DEL   | Omar Gutiérrez       | 64' |
| D. T. | D. T. | Sergio Orduña        |     |

| 1     | POR   | Ignacio Palou        |     |
| 2     | DEF   | Alberto Rodríguez    |     |
| 4     | DEF   | Adao Martínez        |     |
| 18    | DEF   | Octavio Valdez       |     |
| 11    | DEF   | Efraín Herrera       |     |
| 5     | DEF   | Rodrigo Fernández    |     |
| 14    | MED   | Ricardo Moreno       |     |
| 8     | MED   | Manuel Ríos          | 46' |
| 10    | MED   | José Enrique García  | 58' |
| 7     | DEL   | Gustavo Gaytán       | 56' |
| 15    | DEL   | Carlos María Morales |     |
| D. T. | D. T. | Andrés Fassi         |     |

| 14 | Defensa        | Carlos Simental    | 46' |
| 26 | Delantero      | Juan Manuel Guerra | 64' |
| 6  | Centrocampista | José Luis González | 67' |

| 33 | Centrocampista | Cesáreo Victorino | 46' |
| 22 | Centrocampista | Hugo Santana      | 56' |
| 20 | Delantero      | Antunez Nunes     | 58' |

| 28' · 79' | Valtencir Gomes David Oliva | 1:0 2:2 |

| 61' · 76' | Antunez Nunes Carlos María Morales | 1:1 2:1 |

| Amonestado · Amonestado · Amonestado · Amonestado | Valtencir Gomes Hernán Elizondo Juan Augusto Gómez Juan Carlos Franco |

| Amonestado · Amonestado · Amonestado · Amonestado | Ricardo Moreno Adao Martínez Carlos María Morales Cesáreo Victorino |

| Principal | Felipe Ramos Rizo |

|                    |     |     |
| Tiros              | 7   | 9   |
| Tiros a puerta     | 4   | 5   |
| Faltas             | 27  | 21  |
| Saques de esquina  | 5   | 4   |
| Penaltis           | 0   | 0   |
| Fueras de juego    | 5   | 6   |
| Posesión del balón | 43% | 57% |

| Alineación inicial |

| 1     | POR   | Juan Carlos Romay    |     |
| 25    | DEF   | Felipe Ayala         |     |
| 2     | DEF   | Hernán Elizondo      |     |
| 13    | DEF   | Alejandro Villalobos |     |
| 10    | DEF   | Aurelio Molina       |     |
| 30    | MED   | Juan Augusto Gómez   |     |
| 22    | MED   | Danilo Tosello       | 46' |
| 17    | MED   | Valtencir Gomes      | 67' |
| 20    | DEL   | David Oliva          |     |
| 8     | DEL   | Juan Carlos Franco   |     |
| 9     | DEL   | Omar Gutiérrez       | 64' |
| D. T. | D. T. | Sergio Orduña        |     |

| 1     | POR   | Ignacio Palou        |     |
| 2     | DEF   | Alberto Rodríguez    |     |
| 4     | DEF   | Adao Martínez        |     |
| 18    | DEF   | Octavio Valdez       |     |
| 11    | DEF   | Efraín Herrera       |     |
| 5     | DEF   | Rodrigo Fernández    |     |
| 14    | MED   | Ricardo Moreno       |     |
| 8     | MED   | Manuel Ríos          | 46' |
| 10    | MED   | José Enrique García  | 58' |
| 7     | DEL   | Gustavo Gaytán       | 56' |
| 15    | DEL   | Carlos María Morales |     |
| D. T. | D. T. | Andrés Fassi         |     |

| 14 | Defensa        | Carlos Simental    | 46' |
| 26 | Delantero      | Juan Manuel Guerra | 64' |
| 6  | Centrocampista | José Luis González | 67' |

| 33 | Centrocampista | Cesáreo Victorino | 46' |
| 22 | Centrocampista | Hugo Santana      | 56' |
| 20 | Delantero      | Antunez Nunes     | 58' |

| 28' · 79' | Valtencir Gomes David Oliva | 1:0 2:2 |

| 61' · 76' | Antunez Nunes Carlos María Morales | 1:1 2:1 |

| Amonestado · Amonestado · Amonestado · Amonestado | Valtencir Gomes Hernán Elizondo Juan Augusto Gómez Juan Carlos Franco |

| Amonestado · Amonestado · Amonestado · Amonestado | Ricardo Moreno Adao Martínez Carlos María Morales Cesáreo Victorino |

| Principal | Felipe Ramos Rizo |

|                    |     |     |
| Tiros              | 7   | 9   |
| Tiros a puerta     | 4   | 5   |
| Faltas             | 27  | 21  |
| Saques de esquina  | 5   | 4   |
| Penaltis           | 0   | 0   |
| Fueras de juego    | 5   | 6   |
| Posesión del balón | 43% | 57% |

| Alineación inicial |

| 1     | POR   | Juan Carlos Romay    |     |
| 25    | DEF   | Felipe Ayala         |     |
| 2     | DEF   | Hernán Elizondo      |     |
| 13    | DEF   | Alejandro Villalobos |     |
| 10    | DEF   | Aurelio Molina       |     |
| 30    | MED   | Juan Augusto Gómez   |     |
| 22    | MED   | Danilo Tosello       | 46' |
| 17    | MED   | Valtencir Gomes      | 67' |
| 20    | DEL   | David Oliva          |     |
| 8     | DEL   | Juan Carlos Franco   |     |
| 9     | DEL   | Omar Gutiérrez       | 64' |
| D. T. | D. T. | Sergio Orduña        |     |

| 1     | POR   | Ignacio Palou        |     |
| 2     | DEF   | Alberto Rodríguez    |     |
| 4     | DEF   | Adao Martínez        |     |
| 18    | DEF   | Octavio Valdez       |     |
| 11    | DEF   | Efraín Herrera       |     |
| 5     | DEF   | Rodrigo Fernández    |     |
| 14    | MED   | Ricardo Moreno       |     |
| 8     | MED   | Manuel Ríos          | 46' |
| 10    | MED   | José Enrique García  | 58' |
| 7     | DEL   | Gustavo Gaytán       | 56' |
| 15    | DEL   | Carlos María Morales |     |
| D. T. | D. T. | Andrés Fassi         |     |

| 14 | Defensa        | Carlos Simental    | 46' |
| 26 | Delantero      | Juan Manuel Guerra | 64' |
| 6  | Centrocampista | José Luis González | 67' |

| 33 | Centrocampista | Cesáreo Victorino | 46' |
| 22 | Centrocampista | Hugo Santana      | 56' |
| 20 | Delantero      | Antunez Nunes     | 58' |

| 28' · 79' | Valtencir Gomes David Oliva | 1:0 2:2 |

| 61' · 76' | Antunez Nunes Carlos María Morales | 1:1 2:1 |

| Amonestado · Amonestado · Amonestado · Amonestado | Valtencir Gomes Hernán Elizondo Juan Augusto Gómez Juan Carlos Franco |

| Amonestado · Amonestado · Amonestado · Amonestado | Ricardo Moreno Adao Martínez Carlos María Morales Cesáreo Victorino |

| Principal | Felipe Ramos Rizo |

|                    |     |     |
| Tiros              | 7   | 9   |
| Tiros a puerta     | 4   | 5   |
| Faltas             | 27  | 21  |
| Saques de esquina  | 5   | 4   |
| Penaltis           | 0   | 0   |
| Fueras de juego    | 5   | 6   |
| Posesión del balón | 43% | 57% |

| Alineación inicial |

#### Final - Vuelta
| 1     | POR   | Ignacio Palou            |     |
| 2     | DEF   | Alberto Rodríguez        |     |
| 4     | DEF   | Adao Martínez            |     |
| 14    | DEF   | Ricardo Moreno           |     |
| 11    | DEF   | Efraín Herrera           |     |
| 5     | DEF   | Rodrigo Fernández        |     |
| 18    | MED   | Octavio Valdez           | 82' |
| 10    | MED   | José Enrique García      | 73' |
| 33    | MED   | Cesáreo Victorino        | 69' |
| 9     | DEL   | Marco Antonio de Almeida |     |
| 15    | DEL   | Carlos María Morales     |     |
| D. T. | D. T. | Andrés Fassi             |     |

| 31    | POR   | Juan Carlos Romay    |     |
| 13    | DEF   | Carlos Simental      |     |
| 2     | DEF   | Hernán Elizondo      |     |
| 25    | DEF   | Felipe Ayala         |     |
| 10    | DEF   | Aurelio Molina       | 72' |
| 13    | MED   | Alejandro Villalobos |     |
| 30    | MED   | Juan Augusto Gómez   | 33' |
| 22    | MED   | Danilo Tosello       |     |
| 8     | DEL   | Juan Carlos Franco   | 50' |
| 20    | DEL   | David Oliva          |     |
| 9     | DEL   | Omar Gutiérrez       |     |
| D. T. | D. T. | Sergio Orduña        |     |

| 7  | Delantero      | Gustavo Gaytán | 69' |
| 22 | Centrocampista | Hugo Santana   | 73' |
| 28 | Defensa        | Hugo Fernández | 82' |

| 19 | Delantero      | Edgardo Simovic    | 33' |
| 26 | Delantero      | Juan Manuel Guerra | 50' |
| 6  | Centrocampista | José Luis González | 72' |

| 9' · 48' | Marco Antonio de Almeida Cesáreo Victorino | 1:0 2:0 |

| Amonestado · Amonestado · Amonestado | Rodrigo Fernández Adao Martínez Jose Enrique García |

| Amonestado · Amonestado · Amonestado · Amonestado · Amonestado · Amonestado | Hernán Elizondo Juan Carlos Romay Aurelio Molina David Oliva José Luis González Juan Carlos Franco |

| 64' | Carlos Simental |

| Principal | Gilberto Alcala Pineda |

|                    |     |     |
| Tiros              | 7   | 6   |
| Tiros a puerta     | 4   | 5   |
| Faltas             | 21  | 26  |
| Saques de esquina  | 4   | 6   |
| Penaltis           | 0   | 0   |
| Fueras de juego    | 4   | 8   |
| Posesión del balón | 55% | 45% |

| Alineación inicial |

| 1     | POR   | Ignacio Palou            |     |
| 2     | DEF   | Alberto Rodríguez        |     |
| 4     | DEF   | Adao Martínez            |     |
| 14    | DEF   | Ricardo Moreno           |     |
| 11    | DEF   | Efraín Herrera           |     |
| 5     | DEF   | Rodrigo Fernández        |     |
| 18    | MED   | Octavio Valdez           | 82' |
| 10    | MED   | José Enrique García      | 73' |
| 33    | MED   | Cesáreo Victorino        | 69' |
| 9     | DEL   | Marco Antonio de Almeida |     |
| 15    | DEL   | Carlos María Morales     |     |
| D. T. | D. T. | Andrés Fassi             |     |

| 31    | POR   | Juan Carlos Romay    |     |
| 13    | DEF   | Carlos Simental      |     |
| 2     | DEF   | Hernán Elizondo      |     |
| 25    | DEF   | Felipe Ayala         |     |
| 10    | DEF   | Aurelio Molina       | 72' |
| 13    | MED   | Alejandro Villalobos |     |
| 30    | MED   | Juan Augusto Gómez   | 33' |
| 22    | MED   | Danilo Tosello       |     |
| 8     | DEL   | Juan Carlos Franco   | 50' |
| 20    | DEL   | David Oliva          |     |
| 9     | DEL   | Omar Gutiérrez       |     |
| D. T. | D. T. | Sergio Orduña        |     |

| 7  | Delantero      | Gustavo Gaytán | 69' |
| 22 | Centrocampista | Hugo Santana   | 73' |
| 28 | Defensa        | Hugo Fernández | 82' |

| 19 | Delantero      | Edgardo Simovic    | 33' |
| 26 | Delantero      | Juan Manuel Guerra | 50' |
| 6  | Centrocampista | José Luis González | 72' |

| 9' · 48' | Marco Antonio de Almeida Cesáreo Victorino | 1:0 2:0 |

| Amonestado · Amonestado · Amonestado | Rodrigo Fernández Adao Martínez Jose Enrique García |

| Amonestado · Amonestado · Amonestado · Amonestado · Amonestado · Amonestado | Hernán Elizondo Juan Carlos Romay Aurelio Molina David Oliva José Luis González Juan Carlos Franco |

| 64' | Carlos Simental |

| Principal | Gilberto Alcala Pineda |

|                    |     |     |
| Tiros              | 7   | 6   |
| Tiros a puerta     | 4   | 5   |
| Faltas             | 21  | 26  |
| Saques de esquina  | 4   | 6   |
| Penaltis           | 0   | 0   |
| Fueras de juego    | 4   | 8   |
| Posesión del balón | 55% | 45% |

| Alineación inicial |

| 1     | POR   | Ignacio Palou            |     |
| 2     | DEF   | Alberto Rodríguez        |     |
| 4     | DEF   | Adao Martínez            |     |
| 14    | DEF   | Ricardo Moreno           |     |
| 11    | DEF   | Efraín Herrera           |     |
| 5     | DEF   | Rodrigo Fernández        |     |
| 18    | MED   | Octavio Valdez           | 82' |
| 10    | MED   | José Enrique García      | 73' |
| 33    | MED   | Cesáreo Victorino        | 69' |
| 9     | DEL   | Marco Antonio de Almeida |     |
| 15    | DEL   | Carlos María Morales     |     |
| D. T. | D. T. | Andrés Fassi             |     |

| 31    | POR   | Juan Carlos Romay    |     |
| 13    | DEF   | Carlos Simental      |     |
| 2     | DEF   | Hernán Elizondo      |     |
| 25    | DEF   | Felipe Ayala         |     |
| 10    | DEF   | Aurelio Molina       | 72' |
| 13    | MED   | Alejandro Villalobos |     |
| 30    | MED   | Juan Augusto Gómez   | 33' |
| 22    | MED   | Danilo Tosello       |     |
| 8     | DEL   | Juan Carlos Franco   | 50' |
| 20    | DEL   | David Oliva          |     |
| 9     | DEL   | Omar Gutiérrez       |     |
| D. T. | D. T. | Sergio Orduña        |     |

| 7  | Delantero      | Gustavo Gaytán | 69' |
| 22 | Centrocampista | Hugo Santana   | 73' |
| 28 | Defensa        | Hugo Fernández | 82' |

| 19 | Delantero      | Edgardo Simovic    | 33' |
| 26 | Delantero      | Juan Manuel Guerra | 50' |
| 6  | Centrocampista | José Luis González | 72' |

| 9' · 48' | Marco Antonio de Almeida Cesáreo Victorino | 1:0 2:0 |

| Amonestado · Amonestado · Amonestado | Rodrigo Fernández Adao Martínez Jose Enrique García |

| Amonestado · Amonestado · Amonestado · Amonestado · Amonestado · Amonestado | Hernán Elizondo Juan Carlos Romay Aurelio Molina David Oliva José Luis González Juan Carlos Franco |

| 64' | Carlos Simental |

| Principal | Gilberto Alcala Pineda |

|                    |     |     |
| Tiros              | 7   | 6   |
| Tiros a puerta     | 4   | 5   |
| Faltas             | 21  | 26  |
| Saques de esquina  | 4   | 6   |
| Penaltis           | 0   | 0   |
| Fueras de juego    | 4   | 8   |
| Posesión del balón | 55% | 45% |

| Alineación inicial |

| 1     | POR   | Ignacio Palou            |     |
| 2     | DEF   | Alberto Rodríguez        |     |
| 4     | DEF   | Adao Martínez            |     |
| 14    | DEF   | Ricardo Moreno           |     |
| 11    | DEF   | Efraín Herrera           |     |
| 5     | DEF   | Rodrigo Fernández        |     |
| 18    | MED   | Octavio Valdez           | 82' |
| 10    | MED   | José Enrique García      | 73' |
| 33    | MED   | Cesáreo Victorino        | 69' |
| 9     | DEL   | Marco Antonio de Almeida |     |
| 15    | DEL   | Carlos María Morales     |     |
| D. T. | D. T. | Andrés Fassi             |     |

| 31    | POR   | Juan Carlos Romay    |     |
| 13    | DEF   | Carlos Simental      |     |
| 2     | DEF   | Hernán Elizondo      |     |
| 25    | DEF   | Felipe Ayala         |     |
| 10    | DEF   | Aurelio Molina       | 72' |
| 13    | MED   | Alejandro Villalobos |     |
| 30    | MED   | Juan Augusto Gómez   | 33' |
| 22    | MED   | Danilo Tosello       |     |
| 8     | DEL   | Juan Carlos Franco   | 50' |
| 20    | DEL   | David Oliva          |     |
| 9     | DEL   | Omar Gutiérrez       |     |
| D. T. | D. T. | Sergio Orduña        |     |

| 7  | Delantero      | Gustavo Gaytán | 69' |
| 22 | Centrocampista | Hugo Santana   | 73' |
| 28 | Defensa        | Hugo Fernández | 82' |

| 19 | Delantero      | Edgardo Simovic    | 33' |
| 26 | Delantero      | Juan Manuel Guerra | 50' |
| 6  | Centrocampista | José Luis González | 72' |

| 9' · 48' | Marco Antonio de Almeida Cesáreo Victorino | 1:0 2:0 |

| Amonestado · Amonestado · Amonestado | Rodrigo Fernández Adao Martínez Jose Enrique García |

| Amonestado · Amonestado · Amonestado · Amonestado · Amonestado · Amonestado | Hernán Elizondo Juan Carlos Romay Aurelio Molina David Oliva José Luis González Juan Carlos Franco |

| 64' | Carlos Simental |

| Principal | Gilberto Alcala Pineda |

|                    |     |     |
| Tiros              | 7   | 6   |
| Tiros a puerta     | 4   | 5   |
| Faltas             | 21  | 26  |
| Saques de esquina  | 4   | 6   |
| Penaltis           | 0   | 0   |
| Fueras de juego    | 4   | 8   |
| Posesión del balón | 55% | 45% |

| Alineación inicial |

| Campeón de Ascenso 1997-98     |
| ------------------------------ |
|                                |
| Pachuca                        |
| 1° Título                      |
| Asciende a la Primera División |